# Tina Nadine Smith
Tina Nadine Smith (* 12. Juni 2002) ist eine australische Tennisspielerin.

## Karriere
Smith begann im Alter von vier Jahren mit dem Tennissport und bevorzugt Sand- und Hartplätze. Sie spielt bislang vorrangig auf der ITF Women’s World Tennis Tour, wo sie bisher jeweils einen Titel im Einzel und Doppel gewinnen konnte.
Im August 2019 scheiterte die topgesetzte Smith beim ITF-Turnier in Luzern bereits im Achtelfinale. Ende August erreichte sie als Qualifikantin bei den mit 25.000 US-Dollar dotierten Verbier Open mit einem 6:3- und 6:4-Sieg in der ersten Runde des Hauptfelds gegen Anita Husarić die zweite Runde, wo sie dann mit 2:6 und 4:6 gegen Valentina Ryser verlor. Ende September 2019 erreichte sie das Finale beim mit 15.000 US-Dollar dotierten ITF-Turnier in Johannesburg, wo sie Chanel Simmonds mit 0:6 und 1:6 unterlag.
Im Januar 2020 erreichte Smith als Qualifikantin das Hauptfeld des Juniorinneneinzels der Australian Open, wo sie in der ersten Runde gegen Priska Madelyn Nugroho mit 4:6 und 3:6 verlor. Im Juniorinnendoppel erreichte sie mit Partnerin Jasmine Adams das Achtelfinale.
Im August 2021 gewann Smith ihren ersten Titel auf der ITF-Tour in Kairo. Danach erreichte sie bei den mit 25.000 US-Dollar dotierten Verbier Open als Qualifikantin die zweite Runde.
Ihr erstes Turnier auf der WTA Tour spielte Smith, als sie im Januar 2022 eine Wildcard für die Qualifikation für das Melbourne Summer Set II erhielt. Sie verlor aber bereits in der ersten Runde gegen Lessja Zurenko mit 0:6 und 0:6. Beim Adelaide International II erhielt sie zusammen mit ihrer Partnerin Annerly Poulos eine Wildcard für das Hauptfeld im Damendoppel, wo die beiden aber ebenfalls in der ersten Runde gegen die Paarung Alicja Rosolska und Erin Routliffe mit 1:6 und 1:6 verloren. Auch in der Qualifikation zum Hauptfeld im Dameneinzel, für die sie ebenfalls mit einer Wildcard starten durfte, war bereits in nach der ersten Runde das Turnier beendet, als sie gegen Kristína Kučová mit 2:6 und 4:6 verlor.

## Turniersiege

### Einzel
| Nr. | Datum          | Turnier | Kategorie | Belag | Finalgegnerin     | Ergebnis |
| --- | -------------- | ------- | --------- | ----- | ----------------- | -------- |
| 1.  | 8. August 2021 | Kairo   | ITF W15   | Sand  | Diletta Cherubini | 6:0, 6:2 |

### Doppel
| Nr. | Datum            | Turnier | Kategorie | Belag        | Partnerin         | Finalgegnerinnen                     | Ergebnis |
| --- | ---------------- | ------- | --------- | ------------ | ----------------- | ------------------------------------ | -------- |
| 1.  | 2. November 2019 | Bogotá  | ITF W15   | Sand (Halle) | Alessandra Simone | Marcela-Guimaraes Bueno Sierra Stone | 6:4, 6:1 |

## Persönliches
Smith lebt in Meggen in der Schweiz, wo sie für den TC Luzern Lido spielt. Sie besitzt auch die Schweizer Staatsbürgerschaft.